# Passavant-la-Rochère
Passavant-la-Rochère är en kommun i departementet Haute-Saône i regionen Bourgogne-Franche-Comté i östra Frankrike. Kommunen ligger i kantonen Jussey som tillhör arrondissementet Vesoul. År 2022 hade Passavant-la-Rochère 537 invånare.

## Befolkningsutveckling
Antalet invånare i kommunen Passavant-la-Rochère
| Referens: INSEE |